# Cantonul Laval-Nord-Ouest
Cantonul Laval-Nord-Ouest este un canton din arondismentul Laval, departamentul Mayenne, regiunea Pays de la Loire, Franța.